# Mirko Antonucci
Mirko Antonucci (Roma, 11 de marzo de 1999) es un futbolista italiano que juega de delantero en el Cesena F. C. de la Serie B de Italia.

## Trayectoria
Se formó en las categorías inferiores de la A. S. Roma, debutando con el primer equipo el 24 de enero de 2018 con el primer equipo, en un partido de la Serie A frente a la U. C. Sampdoria. El 2 de mayo de ese mismo año debutó en la Champions League, en un partido de las semifinales de la competición, que tuvo lugar entre la Roma y el Liverpool F. C.

#### Cesiones
Para la temporada 2018-19 se marchó cedido al Pescara de la Serie B.
En la temporada 2019-20 se marchó cedido al Vitória Setúbal de la Primeira Liga portuguesa. En junio de 2020 fue despedido del club por hacer vídeos en las redes sociales.
En el curso 2020-21 también fue prestado, en esta ocasión a la U. S. Salernitana.

## Selección nacional
Fue internacional sub-15, sub-16, sub-17, sub-18 y sub-20 con la selección de fútbol de Italia.

## Clubes
| Club                          | País     | Año       |
| ----------------------------- | -------- | --------- |
| A. S. Roma                    | Italia   | 2018-2021 |
| Delfino Pescara 1936 (cedido) | Italia   | 2018-2019 |
| Vitória Setúbal (cedido)      | Portugal | 2020      |
| U. S. Salernitana (cedido)    | Italia   | 2020-2021 |
| A. S. Cittadella              | Italia   | 2021-2023 |
| Spezia Calcio                 | Italia   | 2023-     |
| Cosenza Calcio (cedido)       | Italia   | 2024      |
| Cesena F. C. (cedido)         | Italia   | 2024-     |